# الدوري البلغاري الممتاز 1981-82
الدوري البلغاري الممتاز 1981-82 (بالبلغارية: „А“ група 1981/82)‏ هو الموسم 58 من الدوري البلغاري الممتاز. أشرف على تنظيمه اتحاد بلغاريا لكرة القدم، وكان عدد الأندية المشاركة فيه 16، وفاز فيه سسكا صوفيا.